# Maksymilian Heilpern

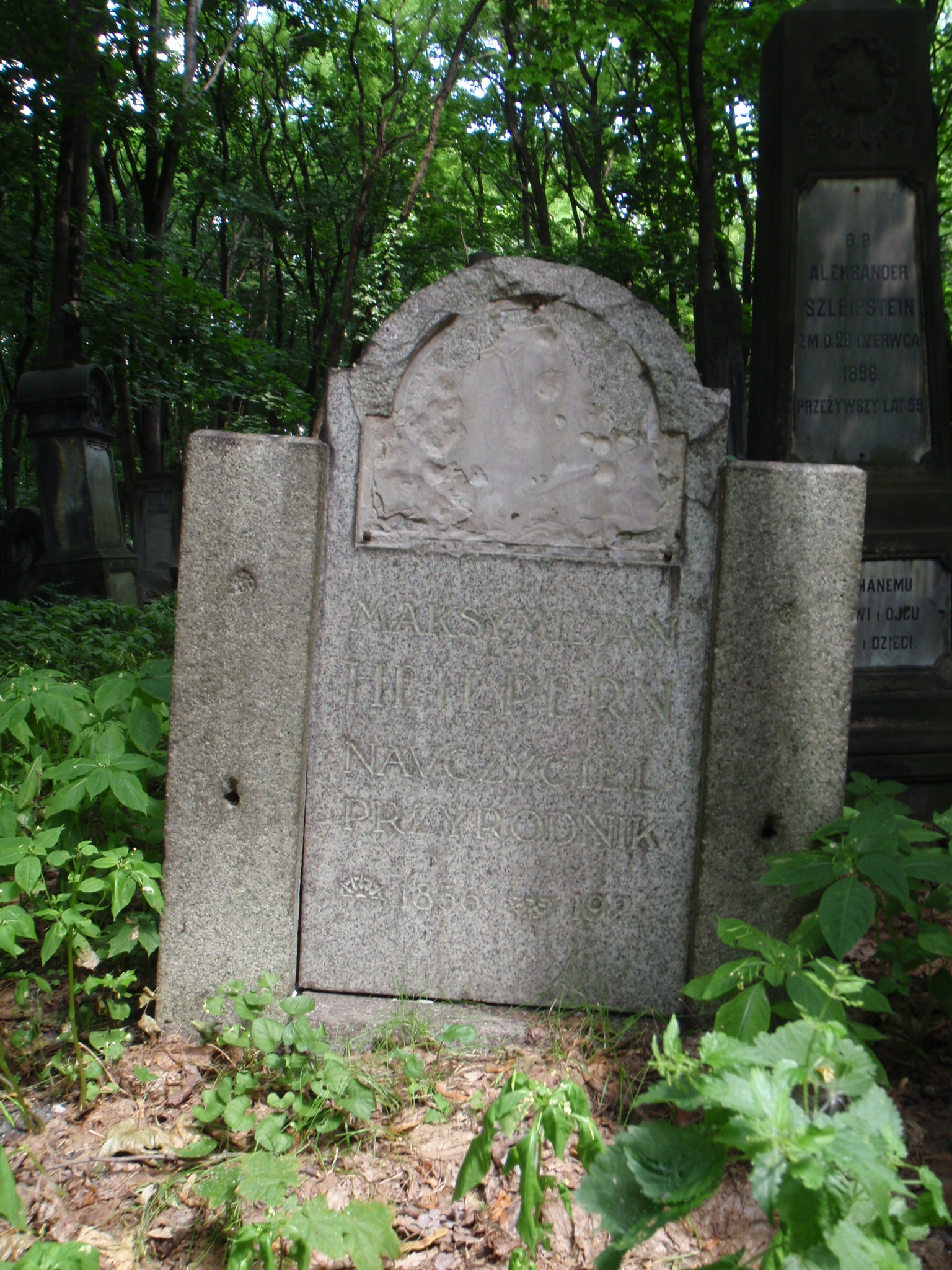
Grób Maksymiliana Heilperna na cmentarzu żydowskim w Warszawie

Maksymilian Heilpern (ur. 8 stycznia 1856 w Warszawie, zm. 15 listopada 1924) – polski przyrodnik, nauczyciel, zesłaniec syberyjski, działacz na rzecz asymilacji Żydów i socjalista żydowskiego pochodzenia.

## Życiorys
Maurycy Maksymilian Heilpern urodził się w Warszawie 8 stycznia 1856 jako syn kupca Pinkasa. Miał starszych braci, którzy brali udział w powstaniu styczniowym. Wśród nich był Izydor, który był adiutantem Mariana Langiewicza. Jego siostrą była Paulina Kon, matka Feliksa. Ożenił się z Ernestyną z Gutmanów (1870-1926), z którą miał syna Bolesława (1893-1915), żołnierza Legionów Polskich. Siostra żony Bronisława (1866-1951) była żoną Juliana Marchlewskiego. 
Po uzyskaniu świadectwa dojrzałości w 1876 wstąpił na kierunek przyrodniczy wydziału matematyczno-fizycznego Cesarskiego Uniwersytetu Warszawskiego. Rozpoczął działalność w tajnym Towarzystwie Oświaty Narodowej, założonym przez Konrada Prószyńskiego i Mieczysława Brzezińskiego, którego celem było szerzenie oświaty na terenach wiejskich. Heilpern skupiał się przy tym na popularyzowaniu samouctwa. Był również zainteresowany poprawą sytuacji ludności miejskiej, co skłoniło go do zainteresowania się ideami socjalizmu.
Działał w kółkach socjalistycznych a później został członkiem Międzynarodowej Partii Socjalno-Rewolucyjnej Proletariat. Wcześniej jednak, to jest w sierpniu 1879, został aresztowany i osadzony wraz z Stanisławem Landym, Wacławem Sieroszewskim i innymi socjalistami w X Pawilonie Cytadeli Warszawskiej. Przebywał tam przez dwa lata, w trakcie których współredagował tajną gazetkę więzienną Gazetę więźnia. Ostatecznie został zesłany na Syberię, gdzie spędził 3 lata. W trakcie zesłania studiował florę Syberii, organizował wśród zesłańców kółka samokształceniowe i pracował jako nauczyciel.  W 1891 został wraz Izydorem (Izraelem) Fatersonem współzałożycielem Żydowskiej Organizacji Polskiej Partii Socjalistycznej - najstarszej organizacji żydowskiej działającej w Królestwie Polskim.
Powróciwszy do kraju podjął przerwane studia na Uniwersytecie Warszawskim, pracując równocześnie jako nauczyciel zarówno na pensjach, jak i na rozmaitych kursach. W 1887 uzyskał stopień kandydata nauk i świadectwo nauczyciela domowego. Wygłaszał liczne odczyty z dziedziny nauk przyrodniczych m.in. w Stowarzyszeniu Nauczycielstwa Polskiego, Polskim Towarzystwie Krajoznawczym (którego był współzałożycielem), Towarzystwie Ogrodniczym czy Towarzystwie Miłośników Przyrody.
Był także wykładowcą w Uniwersytecie Latającym, który wykształcił rzesze późniejszych działaczek społecznych czy nauczycielek. Władze carskie odebrały Heilpernowi uprawnienia do nauczania w szkołach za „nieprawomyślność” i nauczanie po polsku. W tej sytuacji w 1891 r. Heilpern podjął pracę nauczyciela w warsztatach rzemieślniczych imienia dr Ludwika Natansona, przekształconych później w szkołę rzemieślniczą dla młodzieży żydowskiej. Warsztaty te miały na celu nie tylko wykształcenie rzemieślników Żydów, lecz także danie uczniom pewnej ilości ogólnej wiedzy i wyrobienie w niej postaw społecznych. Heilpern pracował w tych zakładach przez 33 lata, nie tylko organizując je, lecz również tworząc podręczniki. Uważał przy tym, iż wspólne kształcenie młodzieży żydowskiej i polskiej sprzyja lepszemu zrozumienie i wzajemnej integracji obu grup. Działacz Towarzystwa Kultury Polskiej (1906-1913)
Poza pracą nauczycielską w zakładach imienia Natansona Heilpern prowadził liczne wykłady i kursy dydaktyczne i pedagogiczne dla nauczycieli. Dużo publikował, adresując swe książki zarówno do fachowców - nauczycieli, jak i do prostych ludzi - samouków. 28 sierpnia 1915 r. przywrócono Heilpernowi prawo nauczania w szkołach średnich i wyższych. W niepodległej Polsce został powoływany przez Ministerstwo Oświaty do układania planów programów szkół zawodowych, oceny podręczników oraz do prac i narad nad organizacją szkolnictwa zawodowego.
Zmarł 15 listopada 1924. Nad jego grobem mowy wygłosił minister oświaty Bolesław Miklaszewski oraz przedstawiciel rzemieślników żydowskich.
Jest pochowany w alei głównej cmentarza żydowskiego przy ulicy Okopowej w Warszawie (kwatera 66, rząd 1).

## Publikacje
- Balony i aeroplany: wykład popularny głównych zasad aeronautyki i awiatyki Wydawnictwo M. Arcta Warszawa 1910
- Co człowiek zdoła, a czego nie zdoła zrozumieć? G. Centnerszwer Warszawa 1911
- Co to są komety i czem one nam grożą? Wydawnictwo M. Arcta Warszawa 1910
- Co to są nauki przyrodnicze? G. Centnerszwer Warszawa 1907
- Jak chorują zboża i ziemniaki i jak je od chorób chronić Księgarnia Polska Polskiej Macierzy Szkolnej Warszawa 1921
- Jak rozpoznawać na niebie najważniejsze gwiazdy i gwiazdozbiory Wydawnictwo M. Arcta Warszawa 1911
- Jak słońce i gwiazdy mogą nam wskazywać drogę Wojskowy Instytut Naukowo Wydawniczy Warszawa 1921
- Jakim sposobem poznajemy otaczający nas świat Książnica Ludowa Petersburg 1908
- Kefir, jego pochodzenie i własności M. Ziemkiewicz Warszawa 1899
- Krótki wykład fizyki technicznej w zastosowaniu do potrzeb: rzemieślników, monterów, maszynistów, piwowarów, gorzelanych, uczniów niższych szkół rolniczych, rzemieślniczych i przemysłowych, słuchaczów początkowych kursów technicznych i t.p. Gebethner i Wolff Warszawa 1917
- Krótki wykład fizyki w zastosowaniu do potrzeb: rzemieślników, monterów, maszynistów, piwowarów, gorzelanych, uczniów niższych szkół rolniczych, rzemieślniczych i przemysłowych, słuchaczy początkowych kursów technicznych i t. p. Gebethner i Wolff Kraków 1909
- Księżyc Wydawnictwo M. Arcta Warszawa 1916
- Kurs początkowy fizyki w zastosowaniu do potrzeb uczniów seminaryów nauczycielskich i szkół miejskich oraz samouków Gebethner i Wolff Warszawa 1917
- Na co napotkać można, kopiąc rowy i szańce Wojskowy Instytut Naukowo Wydawniczy Warszawa 1921
- O wartości pożywnej chleba w obec[!] nowoczesnej techniki piekarskiej : (materyały i wskazówki dla hygienistów i techników przemysłu piekarskiego) K. Kowalewski Warszawa 1886
- O ziemi, słońcu i gwiazdach, czyli O budowie świata, jego początku i końcu : wykład popularny zasad kosmografii i kosmogonii dla samouków Księgarnia Naukowa Warszawa 1906
- Pierwsze zasady fizyki i chemji : dla szkół powszechnych Polska Składnica Pomocy Szkolnych Warszawa 1924
- Początki nauki o przyrodzie : (podręcznik dla szkół elementarnych) J. Lisowska Warszawa 1917
- Pogadanki o tajemnicach przyrody. Wydawnictwo M. Arct Warszawa 1906
- Szkoły zawodowe rzemieślnicze i niższe techniczne ; Potrzeba uczelni zawodowych ; Ich historya ; Stawiane im zarzuty ; Ich właściwości, ustrój, program ; Ich typy i rodzaje ; Odnośne piśmiennictwo Gebethner i Wolff Kraków 1918
- W jaki sposób powstał i jak jest zbudowany kinematograf oraz w jaki sposób otrzymujemy t.zw. „obrazy żywe" Wydawnictwo M. Arcta Warszawa 1909
- W jakim stopniu polegać możemy na zmysłach naszych? G. Centnerszwer Warszawa 1908
- Zasady botaniki Gebethner i Wolff Kraków 1907
- Zasady dydaktyki w zastosowaniu do zadań kursów uzupełniających dla praktykantów zawodowych : podręcznik dla organizatorów i nauczycieli szkół dokształcających Gebethner i Wolff Kraków 1919
- Zasady metodyki ogólnej nauk przyrodniczych Wydaw. im. Staszyca Warszawa 1912